# محمد نوري (لاعب كرة قدم)
محمد نوري ((بالفارسية: محمد نوری)؛ مواليد 9 يناير 1983 في سنقر، إيران) هو لاعب كرة قدم إيراني يلعب مع نادي المسيمير في دوري نجوم قطر كلاعب وسط. مثّل منتخب إيران لكرة القدم في كأس آسيا 2011.
انضم نوري إلى نادي المسيمير القطري الصاعد حديثاً في يوليو 2015 بموجب عقد مدته عام واحد.

## الأهداف الدولية
تأتي نتيجة وحصيلة إيران من الأهداف أولاً.
| # | التاريخ       | المكان                    | الخصم                    | النتيجة | الحصيلة | المنافسة             |
| - | ------------- | ------------------------- | ------------------------ | ------- | ------- | -------------------- |
| 1 | 27 أغسطس 2008 | ملعب آزادي، طهران         | أذربيجان                 | 1–0     | 1–0     | مباراة ودية          |
| 2 | 14 يناير 2009 | ملعب آزادي، طهران         | سنغافورة                 | 5–0     | 6–0     | تصفيات كأس آسيا 2011 |
| 3 | 14 يناير 2009 | ملعب آزادي، طهران         | سنغافورة                 | 6–0     | 6–0     | تصفيات كأس آسيا 2011 |
| 4 | 19 يناير 2011 | استاد سحيم بن حمد، الدوحة | الإمارات العربية المتحدة | 2–0     | 3–0     | كأس آسيا 2011        |

## روابط خارجية
- محمد نوري على موقع قاعدة بيانات كرة القدم.إي يو (الإنجليزية)
- محمد نوري على موقع ناشيونال فوتبول تيمز (الإنجليزية)
- محمد نوري على موقع عالم كرة القدم.نت (الإنجليزية)
- محمد نوري على PersianLeague.com
- محمد نوري على TeamMelli.com